# 1909 en Lorraine
Chronologie de la Lorraine
- 1905
- 1906
- 1907
- 1908
- 1909
- 1910
- 1911
- 1912
- 1913

Cette page est une liste d'événements qui se sont produits durant l'année 1909 en Lorraine.

## Événements

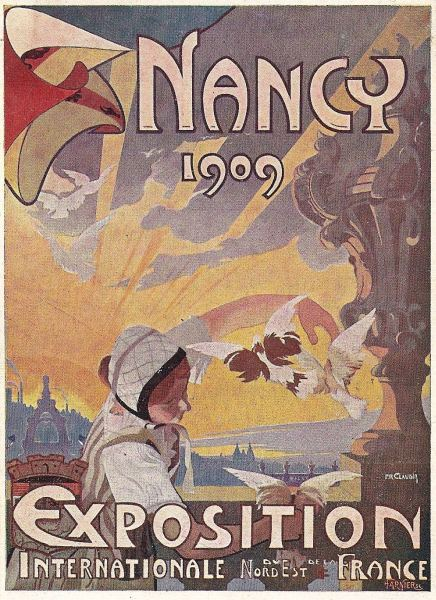
Exposition internationale à Nancy en 1909. Affiche de Claudin.

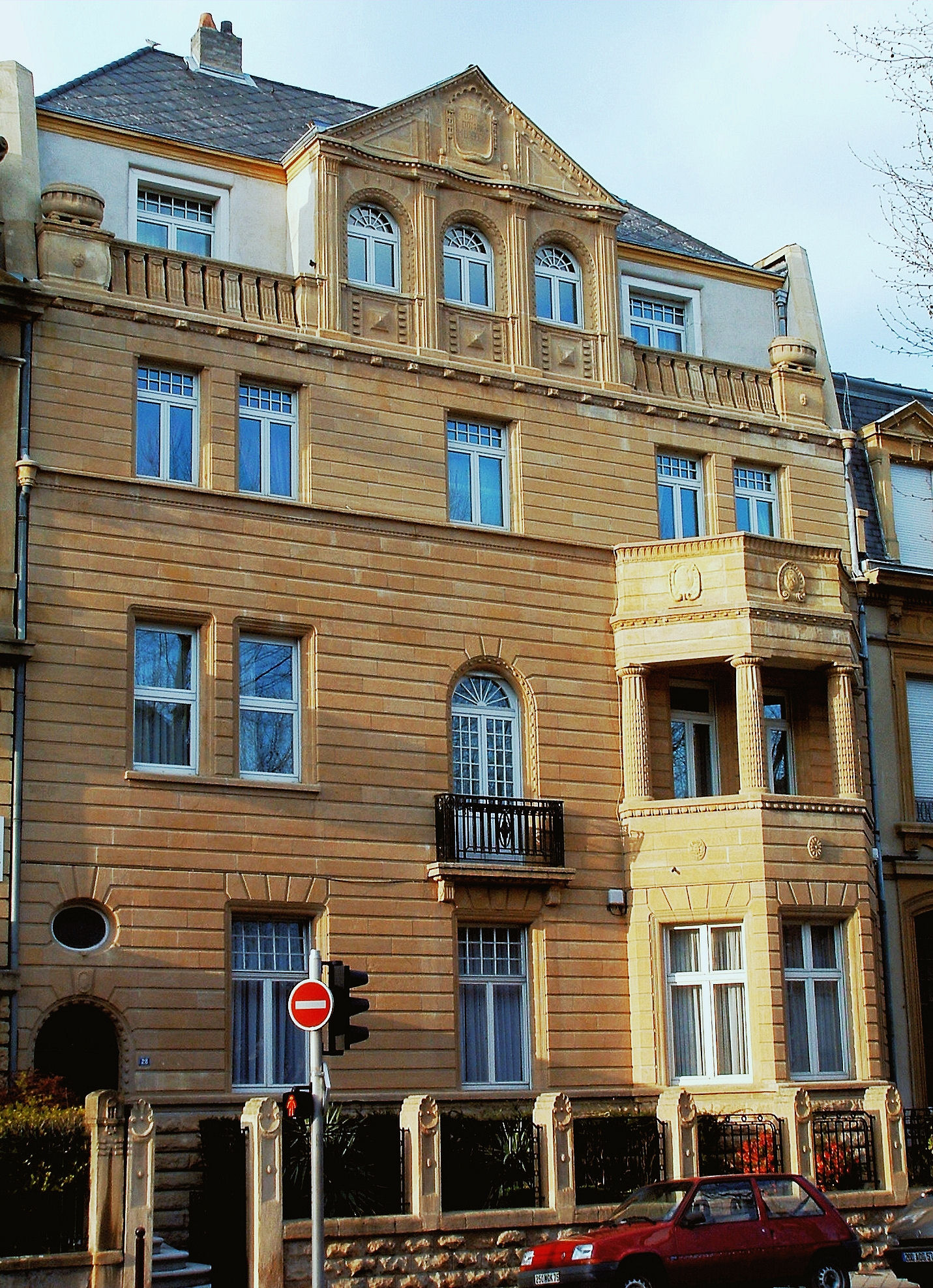
Metz - 28 avenue Foch - Immeuble construit en 1909

- Mise en service du Théâtre de Lunéville, situé place de la Comédie[1].
- L'église Saint-Pierre-aux-Nonnains de Metz est classée monument historique, il s'agit d'une des plus anciennes église de France.
- Ouverture de la Mine de Valleroy[2].
- Maurice Barrès publie Colette Baudoche, roman sous-titré histoire d'une jeune fille de Metz[3].
- Albert Colin est élu député des Vosges, il siège jusqu'en 1910.
- Abel Ferry, neveu « adoré[4] » de Jules Ferry, est élu député des Vosges. Il siège avec la gauche radicale.
- Thierry d'Alsace de Hénin-Liétard est élu sénateur des Vosges.
- Jeanne d'Arc est béatifiée[5].
- 20 février : fondation du Club sportif spinalien, association consacrée au sport et aux activités en plein air, premier club de football fondé à Épinal[6].
- Mai à Novembre : Exposition internationale de l'Est de la France est une exposition internationale qui s'est tenue à Nancy[7]. Le développement récent de la ville y est mis en avant[5].
- 20 juin : le ministre Louis Barthou inaugure l'exposition universelle de l'Est de la France[8].
- 7 juillet : arrivée à Metz de la 2e étape du Tour de France 1909. Parti de Roubaix, François Faber remporte l'étape et prend la tête du classement général.
- 9 juillet : le tour de France part de Metz en direction de Belfort.
- 25 août : fondation du Sport-Club Forbach, qui deviendra l'Union sportive de Forbach par fusion de trois clubs : le FC Phönix, le FC Triumph et le FC Hansa.
- 11 septembre : Une foule nombreuse assiste à la revue du 20ème Corps à Art-sur-Meurthe[8].

## Inscriptions ou classement aux titre des monuments historiques

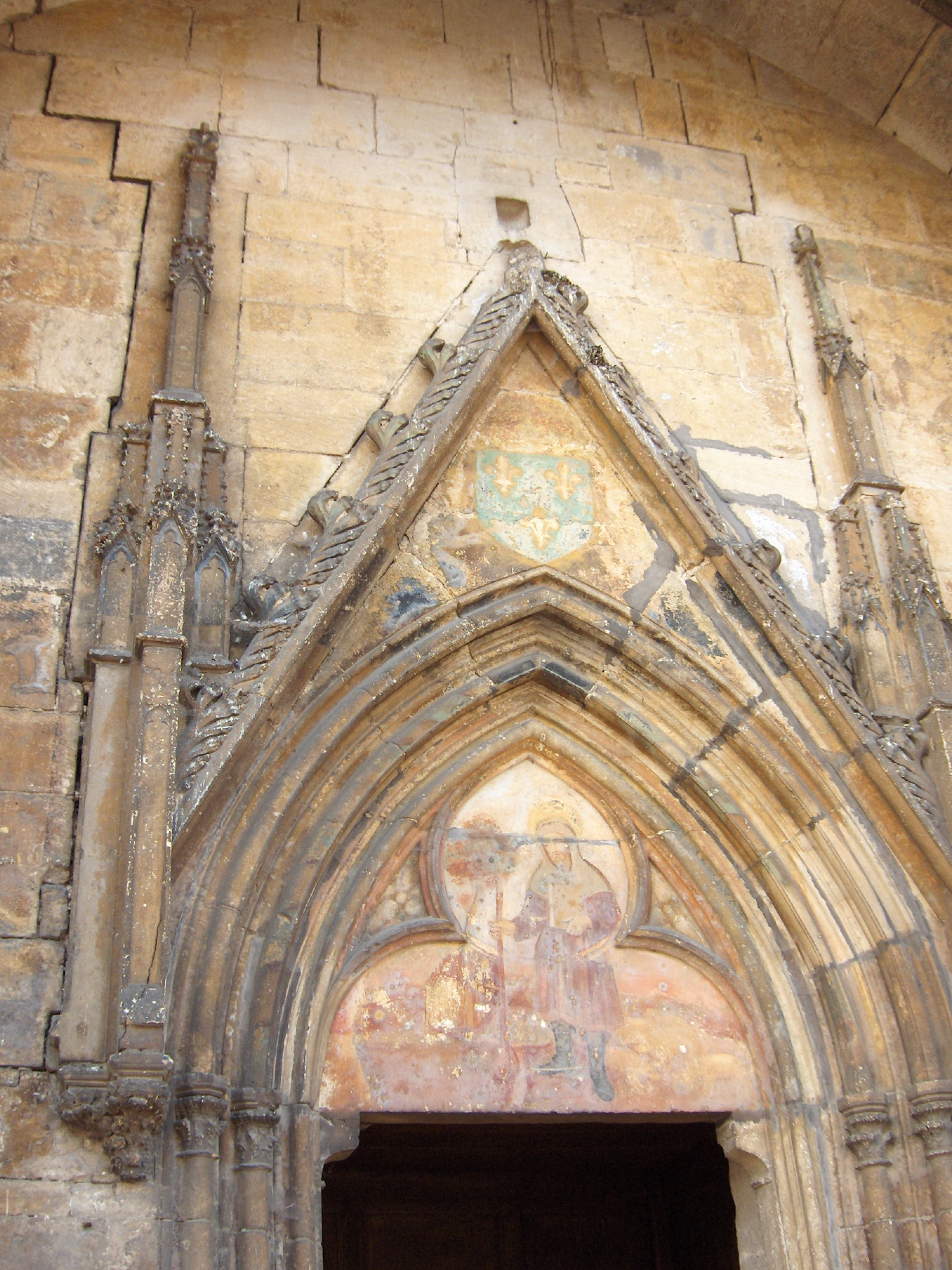
Eglise Saint-Florentin de Bonnet (55 Meuse)

- En Meuse : Église Saint-Florentin de Bonnet[9]
- Dans les Vosges : Croix de village d'Aouze[10], Croix de chemin d'Aroffe[11], Croix de carrefour de Châtillon-sur-Saône[12]

## Naissances

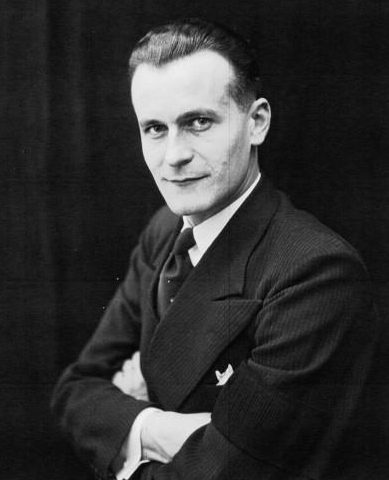
François Valentin en 1936

- 11 janvier à Metz : Willy Huhn (décédé à Berlin, 17 février 1970), politologue et théoricien communiste allemand[13]. Il est notamment l'auteur de Trotsky, le Staline manqué.
- 13 février à Metz : Hans Robert Weihrauch (décédé en 1980), historien d'art allemand. Conservateur du musée national de Bavière, il publia plusieurs monographies et de nombreux articles sur la peinture et la sculpture des XVIe au XVIIIe siècles[14].
- 4 février à Lunéville : Jean Bichat, décédé le 29 juin 2003 dans la même ville, est un homme politique français.
- 25 février à Gérardmer : Edward Gardère, mort le 24 juillet 1997 à Buenos Aires, escrimeur français pratiquant le fleuret et le sabre.
- 27 février  à Fresnois-la-Montagne : Marcel Thomas, mort le 19 août 2000 (à 91 ans) à Draveil, dans l'Essonne, photographe français au parcours atypique.
- 30 mars à Briey : Alexis Grüss sénior, mort le 3 février 1985 à Paris 12e[15], artiste de cirque qui appartient à une grande famille du cirque française.
- 28 avril à Rambervillers : Lucien Nicolas, mort le 29 août 1966 dans la même ville, homme politique français.
- 30 mai à Châtenois (Vosges) : Anne Français, morte le 30 mai 1995 à Ris-Orangis, artiste peintre, aquarelliste, pastelliste et lithographe française.
- 9 juin à La Neuveville-lès-Raon : Marie-Andrée Schwindenhammer, morte le 24 mai 1981 à Chartres (Eure-et-Loir), militante française pour les droits des personnes trans. Elle est fondatrice en 1965 de l'AMAHO, première association trans de France.
- 18 juin à Rombas : Hans Albert Hakenholt (décédé le 16 juillet 1981) est un officier supérieur allemand de la Seconde Guerre mondiale. Il reçut la Croix de chevalier de la Croix de fer en juin 1944.
- 4 juillet à Thaon-les-Vosges : Marcel Cornu, mort le 17 juin 2001 à Vaugrigneuse, syndicaliste, haut fonctionnaire et urbaniste critique français[16].
- 7 juillet à Saint-Dié-des-Vosges : Pierre Tanant, décédé le 31 août 1988 à Grenoble. Militaire de carrière, il est connu en tant qu'auteur d’un ouvrage qui a fait référence sur le maquis du Vercors[17], et pour sa contribution au devoir de mémoire notamment en tant que délégué général du Souvenir Français.
- 4 août à Gripport : Pierre Grandcolas, mort le 28 février 2009 à Lamastre (Ardèche), homme politique français. Il fut notamment maire de Lamastre de 1953 à 1977 et député UDR de la 2e circonscription de l'Ardèche de 1973 à 1974.
- 8 août à Nancy : François Charles Joseph Valentin, mort à Chambley-Bussières le 24 septembre 1961, est un homme politique français. Pendant la Seconde Guerre mondiale, il dirigea la Légion française des combattants de 1941 à 1942 avant de rejoindre la Résistance. Il fut député de la IIIe République, sénateur de la IVe République et enfin député de la Ve République.
- 11 août à Ménil-sur-Belvitte : Gaston Litaize, mort le 5 août 1991 à Bruyères (Vosges), organiste, improvisateur, professeur et compositeur français.
- 5 septembre à Nancy : William Jacson, décédé le 11 octobre 1973 à Paris, médecin et homme politique français.
- 20 septembre :
  - à Longwy : Paul Georges Klein, mort à Arles le 23 décembre 1994, est un artiste français.
  - à Nancy : Robert Aubreton, mort le 23 janvier 1980 à Rouen (Seine-Maritime, helléniste français, codicologue et professeur d’université. Détaché au Brésil de 1952 à 1963, il y a développé l’enseignement des lettres classiques.
- 3 octobre à Nancy : Albert Bour dit Albert-Michel, acteur français mort le 6 juillet 1981  dans le 16e arrondissement de Paris[18]. Il a tourné dans 222 films, séries, et pièces de théâtre télévisées. Il doit principalement sa célébrité à la pièce de théâtre La Bonne Planque, dans laquelle il interprète Péquinet aux côtés de Bourvil.
- 31 octobre à Lunéville : Jean Colin, mort le 11 juin 1971 à Choux, spéléologue français.
- 6 novembre à Dannelbourg en Moselle : Georges Thomas, mort le 31 octobre 2004 à Sarrebourg, est un homme politique français.
- 7 novembre à Saint-Mihiel : Pierre Segrétain, militaire français, mort le 8 octobre 1950 lors des combats de la route coloniale 4. Il a servi dans la Légion étrangère durant la Seconde Guerre mondiale et la guerre d'Indochine.
- 16 novembre à Remiremont : Robert-Jacques Audemard d’Alançon, général de brigade français, mort le 2 février 2010 dans le 15e arrondissement de Paris[19]. Il a participé à la bataille de 1939-1940, à la libération de la France, puis aux guerres d'Indochine et d'Algérie.
- 25 novembre à Neufchâteau (Vosges) : Max Brusset, décédé le 28 mars 1992 à Paris 14e[20], homme politique français, membre du RPF.
- 29 novembre à Basse-Yutz : Wilhelm Emrich (décédé à Berlin le 7 août 1998), spécialiste de la littérature allemande[21]. Ses travaux ont notamment porté sur Goethe et Franz Kafka.

## Décès
- à Nancy : Jean Louis Auguste Daum, dit Auguste Daum, né à Bitche en 1853, un des membres fondateurs de l'École de Nancy[22] et de l'Est républicain et surtout l'un des dirigeants de la verrerie Daum. Il est le fils de Jean Daum, le frère d'Antonin Daum et le père de Léon Daum, ainsi que de Paul Daum et d'Henri Daum qui ont dirigé la verrerie.
- 14 janvier à Saint-Nicolas-de-Port : Marie-Antoinette Lix, née le 31 mai 1839[23] à Colmar,militaire et écrivaine franco-polonaise. Sous le nom de Tony Lix, elle a publié des récits, romans et nouvelles.
- 4 juin à Faulquemont : Charles Germain (1831-1909), juriste français. Il fut député protestataire au Reichstag de 1874 à 1890.
- 18 juin à Nancy : Hippolyte Maringer, né le 17 juillet 1833 à Hollerich, homme politique français d'origine luxembourgeoise, maire de Nancy de 1892 à 1904.
- 30 septembre à Nancy : Lucien Wiener, né le 17 janvier 1828, libraire, relieur, archéologue et conservateur de musée français, membre de l'École de Nancy dès sa création.